# Sumner (Maine)
Sumner és una població dels Estats Units a l'estat de Maine (EUA). Segons el cens del 2000 tenia 854 habitants.

## Demografia
Segons el cens del 2000, Sumner tenia 854 habitants, 330 habitatges, i 248 famílies. La densitat de població era de 7,5 habitants/km².
Dels 330 habitatges en un 28,8% hi vivien nens de menys de 18 anys, en un 61,2% hi vivien parelles casades, en un 7,9% dones solteres, i en un 24,8% no eren unitats familiars. En el 18,2% dels habitatges hi vivien persones soles el 7,6% de les quals corresponia a persones de 65 anys o més que vivien soles. El nombre mitjà de persones vivint en cada habitatge era de 2,59 i el nombre mitjà de persones que vivien en cada família era de 2,87.
Per edats la població es repartia de la següent manera: un 23,4% tenia menys de 18 anys, un 6,2% entre 18 i 24, un 28,2% entre 25 i 44, un 31,5% de 45 a 60 i un 10,7% 65 anys o més.
L'edat mediana era de 40 anys. Per cada 100 dones de 18 o més anys hi havia 101,2 homes.
La renda mediana per habitatge era de 39.196 $ i la renda mediana per família de 41.786 $. Els homes tenien una renda mediana de 31.806 $ mentre que les dones 23.500 $. La renda per capita de la població era de 17.370 $. Entorn del 7,7% de les famílies i l'11% de la població estaven per davall del llindar de pobresa.